# Fernanda Nunes
Fernanda Nunes Leal Ferreira (Rio de Janeiro, 25 de janeiro de 1985) é uma remadora e fisioterapeuta brasileira. Representou o Brasil nos Jogos Olímpicos de 2016, no Rio de Janeiro.

## Carreira
Fisioterapeuta de carreira, Fernanda não fez parte da seleção brasileira de remo até o fim de 2015, embora treinasse regularmente de forma competitiva na Lagoa Rodrigo de Freitas. Em março de 2016 conseguiu o índice olímpico ao conquistar a medalha de ouro no skiff duplo leve ao lado de Vanessa Cozzi na Regata de Classificação Olímpica Latino-Americana, no Chile. Como Fabiana Beltrame também conquistou o índice olímpico no skiff simples, mas a Confederação Brasileira de Remo teve que optar por um dos barcos, uma vez o país-sede podia inscrever atletas para apenas uma prova. A CBRemo viria a escolher o barco de Vanessa e Fernanda no skiff duplo leve.
Nos Jogos Olímpicos de 2016, Vanessa e Fernanda não se classificaram para as semifinais do skiff duplo leve, terminando em terceiro na qualificatória e em quinto na repescagem. Com o terceiro lugar na semifinal C/D, a dupla brasileira remou a Final C, finalizando a competição com o terceiro lugar na bateria e 15º lugar geral.

## Reconhecimento
É uma das 100 Mulheres da lista da BBC de 2017.